# ألفان ماركل
ألفان ماركل (بالإنجليزية: Alvan Markle)‏ هو مصرفي ومهندس أمريكي، ولد في 29 أغسطس 1861 في هازلتون في الولايات المتحدة، وتوفي بنفس المكان في 19 مارس 1931.